# Ángel de la Libertad
El Ángel de la Libertad, también denominado «Ángel rompiendo las cadenas», es una figura alegórica asociada a la dictadura militar chilena que derrocó en 1973 al gobierno de Salvador Allende y que se mantuvo en el poder hasta 1990. Representa a una mujer alada y fue creada por la dictadura encabezada por Augusto Pinochet para simbolizar el «triunfo sobre el régimen marxista» y la «liberación del país del comunismo».

## Historia
La alegoría muestra una «figura alada de medio cuerpo», representación de la diosa alada griega Niké Astrea o romana Victoria, «con sus brazos en alto rompiendo las cadenas que la mantenían prisionera». Su diseño, creado en la segunda mitad de la década de 1970, es obra de Francisco Orellana Pavéz, medallista y escultor de la Casa de Moneda de Chile.
El 23 de agosto de 1976 el Ministerio de Hacienda autorizó la acuñación de una moneda de oro con denominación de 100 pesos, en la que aparecía la imagen sin las cadenas, y con la inscripción «3er. Aniversario de la Liberación de Chile» alrededor de ella.
El 1 de septiembre de 1976 el Banco Central de Chile fijó las características de las monedas de 5 y 10 pesos, fabricados en aleación de cobre y níquel desde 1976 hasta 1980, y en aleación de níquel y bronce a partir de 1981. En el reverso de ambas monedas se utilizó la figura alegórica rompiendo las cadenas; debajo de ella aparece la palabra «Libertad» y a ambos costados, la inscripción «11-IX-1973», en alusión a la fecha del golpe de Estado. Fue utilizada hasta septiembre de 1990, cuando fue reemplazada por el retrato de Bernardo O'Higgins en las nuevas acuñaciones de monedas de 5 y 10 pesos. Las monedas acuñadas antes de 1990 continúan en circulación y mantienen su valor.

## Uso y significado
Aunque no es un símbolo oficial, ha sido utilizado principalmente por grupos que justifican el golpe de Estado de 1973 como una acción necesaria para restaurar el orden y la libertad en Chile; su uso incluye banderas, camisetas y otros elementos conmemorativos, como botellas de vino. La alegoría genera división dentro de la sociedad chilena; mientras algunos sectores lo consideran un emblema de justicia y liberación, otros lo asocian con un régimen autoritario que llevó a cabo violaciones a los derechos humanos en el país. Esta dualidad ha hecho del uso de esta imagen un motivo de controversia.

## En la cultura popular
Esta figura alegórica aparece como elemento central en la portada del álbum Libertad (2007) de la banda estadounidense Velvet Revolver. El político liberal Cristóbal Bellolio ha señalado que tiene un tatuaje basado en la portada de dicho álbum. En 2023 el cantante Pablo Chill-E generó controversia luego de tatuarse esta figura, y ese mismo año el diputado Sergio Bobadilla (UDI) asistió a las sesiones de la Cámara con una piocha conmemorativa con esta imagen.
En 2019 el artista Christian Salablanca realizó la exposición Alza de mira que incluía la instalación «Formas de Libertad», en la que se presentaban series de monedas de 5 y 10 pesos en las que aparecía esta imagen que fue borrada progresivamente en la secuencia de piezas instaladas en el muro. En 2023 el artista visual y escultor Ignacio Ruano expuso en la Sala Juan Egenau de la Facultad de Artes de la Universidad de Chile la obra titulada «¿Libertad?», que realiza una reflexión sobre la presencia de esta alegoría en las monedas de 10 pesos durante la dictadura militar.